# Diocèse du Havre
Le diocèse du Havre (en latin : Dioecesis Portus Gratiae) est un diocèse de l'Église catholique en France.

## Histoire
Le diocèse du Havre a été érigé, à l'initiative d'André Pailler, archevêque de Rouen, par la bulle Quae Sacrosanctum du pape Paul VI du 6 juillet 1974. L'église Notre-Dame du Havre a été élevée au rang de cathédrale, et Michel Saudreau est devenu le premier évêque du Havre.
La sainte patronne du diocèse est la Vierge Marie par son Immaculée Conception.

## Territoire
Le diocèse du Havre est situé dans le département de Seine-Maritime. Il couvre l'arrondissement du Havre, à l'exception de vingt communes, à savoir :
- les seize communes du canton d'Ourville-en-Caux : Ancourteville-sur-Héricourt, Anvéville, Beuzeville-la-Guérard, Carville-Pot-de-Fer, Cleuville, Le Hanouard, Hautot-l'Auvray, Héricourt-en-Caux, Oherville, Ourville-en-Caux, Robertot, Routes, Saint-Vaast-Dieppedalle, Sommesnil, Thiouville et Veauville-lès-Quelles ;
- deux communes canton de Valmont : Criquetot-le-Mauconduit et Vinnemerville ;
- deux communes du canton de Fauville-en-Caux : Hautot-le-Vatois et Rocquefort.

## Les évêques du Havre
1. Michel Saudreau (1974-2003)
2. Michel Guyard (2003-2011)
3. Jean-Luc Brunin (depuis 2011)

## Maisons d'Église
Le diocèse compte en 2020 cinq maisons d'Église, :
- le Centre Marial au Havre ;
- la maison Sainte-Anne à Bolbec ;
- le Sacré-Cœur au Havre ;
- Saint-Philibert à Montivilliers ;
- L'Oasis à Fécamp.

## Statistiques
- En 1980, le diocèse comptait 322 000 baptisés pour une population de 392 000 (82,1%), servis par 162 prêtres (152 diocésains et 10 réguliers), 2 diacres, 20 religieux et 213 religieuses dans 171 paroisses
- En 2000, le diocèse comptait 319 089 baptisés pour une population de 398 862 (80%), servis par 78 prêtres tous diocésains, 10 diacres, 6 religieux et 152 religieuses dans 21 paroisses
- En 2016, le diocèse comptait 346 660 baptisés pour une population de 398 343 (87%), servis par 45 prêtres (43 diocésains et 2 réguliers), 19 diacres, 5 religieux et 69 religieuses dans 21 paroisses[4]